# 성우테크론
성우테크론(Sungwoo Techron Co. Ltd.)은 대한민국의 기업이다.  창원시 성산구 창원대로 1144번길 55(성주동)에 위치해 있으며 대표이사는 박찬홍이다. 매출 비중은 장비사업부가 39%, LOC사업 부문이 31%, PCB사업 부문이 29%이다 2018년도에는 ‘수출의 탑 오백만불탑’을 수상하였다
2001년 12월 14일에 코스닥 시장에 상장하였다  종속기업으로 성우세미텍 주식회사를 가지고 있다

## 같이 보기
- 성우 (기업)

## 참고 문헌
1. ↑  김종성, 허성무 창원시장, 반도체 전문기업 성우테크론㈜ 방문, 프레시안, 2021.02.02
2. ↑  박동규, 성우테크론, 코스닥 반도체 저PER '1위', 아이투자, 2012.04.05
3. ↑  윤재현, 허성무 창원시장, 반도체 전문기업 성우테크론㈜ 방문, 전기신문, 2021.02.02
4. ↑  양기보, 한국IR협의회 기술분석보고서-성우테크론, 2021.07.15.
5. ↑  김정우, 한국IR협의회 기술분석보고서-성우테크론, 2024.07.04.[깨진 링크(과거 내용 찾기)]